# Palanana gaini
Palanana gaini is een pissebed uit de familie Paramunnidae. De wetenschappelijke naam van de soort is voor het eerst geldig gepubliceerd in 1913 door Richardson.